# Buxar
Buxar (Hindi बक्सर Baksar) ist eine Großstadt im äußersten Westen des nordindischen Bundesstaats Bihar. Sie ist der Hauptsitz des Distrikt Buxar. Buxar hat den Status eines City Council (Nagar parishad).

## Lage und Klima
Buxar liegt auf dem Südufer des Ganges ca. 130 km westlich der Landeshauptstadt Patna in einer Höhe von ca. 55 m. Der Bahnhof der Stadt liegt an der Strecke von Patna nach Mughalsarai an der Hauptstrecke von Haora nach Delhi. Die Temperaturen sind warm bis schwülwarm; außerhalb der sommerlichen Monsunzeit sind Regenfälle selten.

## Bevölkerung
| Jahr      | 1901   | 1951   | 2001   | 2011    |
| Einwohner | 13.945 | 18.087 | 83.168 | 102.861 |

Beim Census des Jahres 2011 waren ca. 87 % der Einwohner Hindus und etwa 12,5 % Moslems. Die übrigen Religionen Indiens bildeten zahlenmäßig kleine Minderheiten. Der Anteil der männlichen Einwohner überstieg den der weiblichen um ca. 15 %. In Buxar ist die Sprache Bhojpuri vorherrschend.

## Geschichte
Buxar gilt als der Platz (Charitra Vana), an welchem Gott Rama trotz seiner Vorbehalte die Dämonin Thadaka überwand. Im Juni 1739 fand etwa 15 km nördlich von Buxar die Schlacht von Chausa zwischen den Truppen des Großmoguls Humayun und denen des afghanischen Usurpators Sher Shah Suri statt, die zugunsten des Letzteren ausging. Im Jahr 1764 fand hier die Schlacht von Buxar zwischen dem britischen Weltreich und dem Mogulreich statt. Der Sieg der Briten stellte einen bedeutenden Meilenstein hin zur späteren britischen Dominanz auf dem indischen Subkontinent dar.

## Sehenswürdigkeiten
In der Stadt selbst gibt es außer einigen Kleintempeln und Moscheen keine historisch oder künstlerisch interessanten Sehenswürdigkeiten.
Umgebung
- Der ca. 22 km östlich der Stadt gelegene und im Jahr 1825 erbaute Bihari Ji Temple ist dem Gott Krishna geweiht. In architektonischer Hinsicht stellt er eine Mischung aus traditioneller hinduistischer Tempelarchitektur und der Mogul-Architektur dar.